# Santa Lucía (Francisco Morazán)
Santa Lucía (uit het Spaans: "Sint-Lucia") is een gemeente (gemeentecode 0823) in het departement Francisco Morazán in Honduras.
De plaats heette eerst Surcagua ("Plaats van kikkers"). De plek was al bewoond door de inheemse bevolking toen de Spanjaarden er in het begin van de 16e eeuw aankwamen om mijnbouw te bedrijven. Zij dwongen de inheemse bevolking om voor hen te werken.
De plaats ligt 11 km van Tegucigalpa, op de weg die naar Valle de Ángeles leidt. Het ligt op een berg die ook Santa Lucía heet, tussen andere bergen die begroeid zijn met bossen. Het klimaat is hierdoor mild.

## Zwarte Christus
Met de bouw van de barokke katholieke kerk is begonnen in 1539. Door geldgebrek is deze niet zo rijk versierd als de kathedralen van Tegucigalpa of Comayagua.
In de kerk bevindt zich een Zwarte Christus. Deze is in 1572 door koning Filips II aan Santa Lucía geschonken. In de jaren '90 zijn enkele voorwerpen uit de kerk gestolen.
Dit Christusbeeld is niet van nature zwart, maar is zo geworden door het branden van kaarsen. Er bestaan verschillende legendes rond deze Zwarte Christus. Zo heeft de Spaanse koning ook een Zwarte Christus aan de kerk van Cedros gegeven. Het verhaal wil dat men de beelden wilde omwisselen, maar de Zwarte Christus werd opeens zo zwaar dat men hem niet meer dragen kon. Daarna is deze in Santa Lucía gebleven.
Ook zou de Zwarte Christus eens de kerkklokken geluid hebben om de werkers te waarschuwen voor een mijnramp.

## Bevolking
De bevolking is als volgt verdeeld:
| Vrouwen | 6961 | 51,7% |
| Mannen  | 6502 | 48,3% |

## Dorpen
De gemeente bestaat uit zes dorpen (aldea), waarvan de grootste qua inwoneraantal: Santa Lucía (code 082301) en El Chimbo (082302).

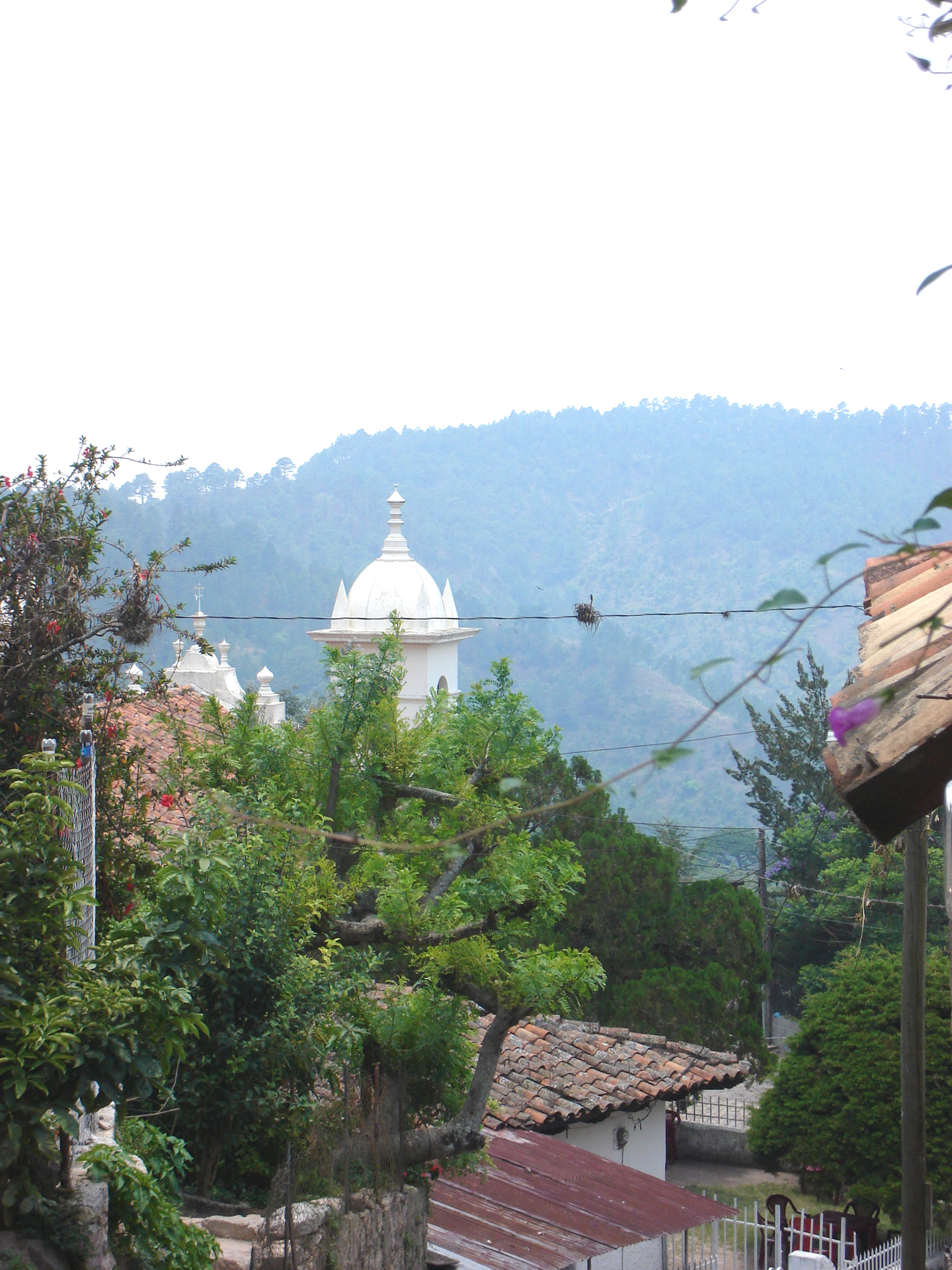
Uitzicht over Santa Lucía
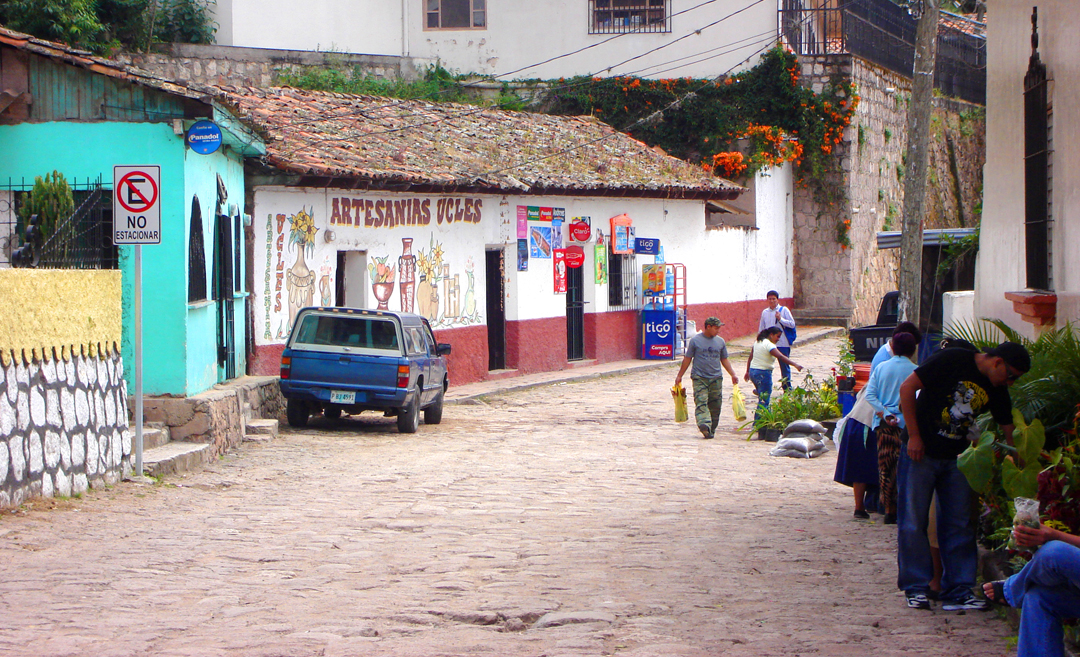
Straat in Santa Lucía